# Posiołok sanatorija imieni Lenina
Posiołok sanatorija imieni Lenina (ros. Посёлок санатория имени Ленина) – wieś w Rosji, w rejonie kamieszkowskim obwodu włodzimierskiego. W 2020 r. liczyła 54 mieszkańców.